# Cohete V2
El cohete V2 (del alemán: Vergeltungswaffe 2, «arma de represalia 2»), de nombre técnico A4 (Aggregat 4), fue un misil balístico desarrollado a finales de la Segunda Guerra Mundial en la Alemania nazi empleado específicamente contra Bélgica y lugares del sureste de Inglaterra. Este cohete fue el primer misil balístico de combate de largo alcance del mundo y el primer artefacto humano conocido que hizo un vuelo suborbital, por lo que es el primer objeto artificial en llegar al espacio. Fue el progenitor de todos los cohetes modernos, incluidos los utilizados por los programas espaciales de Estados Unidos y de la Unión Soviética, que tuvieron acceso a los científicos y diseños alemanes a través de la Operación Paperclip y la Operación Osoaviakhim, respectivamente.
La Wehrmacht alemana lanzó en torno a 5000 cohetes militares V2 contra objetivos aliados durante la guerra, principalmente Londres y posteriormente Amberes, dando por resultado la muerte de un número estimado de 7250 personas, tanto civiles como militares.[cita requerida] El arma fue presentada por la propaganda nazi como una venganza por los bombardeos sobre las ciudades alemanas desde 1942 hasta el final de la guerra.[cita requerida]
Platzes: Penemünde, Podlipki near Mutizhschzi, Seliger, Kapustin Jahr (Astrachan').

## Descripción
Diseñados por Wernher von Braun, muchos de estos misiles fueron disparados desde las costas francesas hacia Londres con el fin de provocar la mayor devastación posible, así como minar la moral del enemigo. Sucesor del V1 (que era un misil de crucero), este diseño no vio la luz hasta muy avanzada la guerra, por lo que tuvo poco impacto real en ésta.
El V2 fue uno de los avances más relevantes en tecnología armamentística logrados hasta ese momento. Sin embargo, no pudo cambiar el curso de la guerra, que ya había tomado en 1944 un giro decisivo hacia la victoria aliada.

## Antecedentes
Los experimentos con cohetes de combustible líquido comenzaron en Alemania en los años 1920, promovidos por la sociedad para vuelos espaciales «Verein für Raumschiffahrt» (o «VFR»), entre cuyos miembros se hallaba el joven Wernher von Braun (1912-1977).
Posteriormente, en 1934, estos trabajos, originalmente civiles, se transforman en actividad oficial financiada y controlada por la Wehrmacht bajo la dirección del capitán, luego general, Walter Dornberger, otorgándoseles unas instalaciones de investigación en Kummersdorf, Brandeburgo. En 1937 el equipo se trasladó a Peenemünde, en la costa báltica, con Dornberger como jefe y Von Braun como director técnico.
Estos científicos buscaban incrementar la eficacia de los cohetes y convertirlos en armas viables. Con este objeto se realizaron una serie de vehículos de prueba propulsados por alcohol y oxígeno líquido (entre los que se incluyen el «Aggregat Eins» o A1, el A2 y el A3), así como exhaustivas pruebas estáticas.

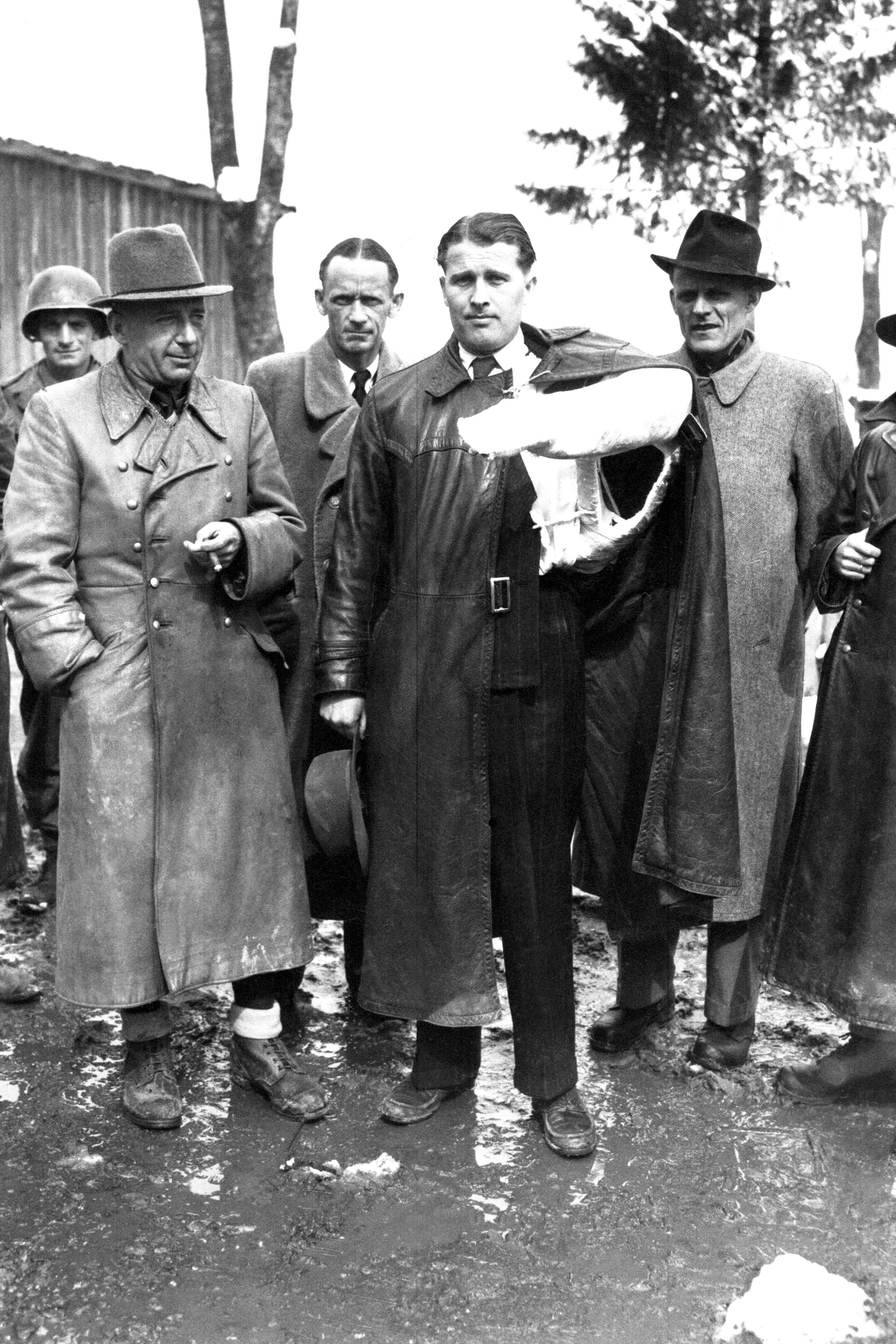
Walter Dornberger, segundo por la izquierda, y Wernher von Braun, cuarto, entre otras personas, después de su rendición a tropas aliadas en 1945.

## V2
Hacia 1935, el proyecto principal era la construcción de un gran cohete de artillería, para el que se escogió la denominación de «A4». Para lograrlo se probarían las características del diseño y diversas técnicas de control en un modelo a escala: el «A5». De esta forma, a fines de 1941 el A4 estuvo terminado y el 13 de junio de 1942 se probó el primer ejemplar. Pero no logró levantar el vuelo, cayó sobre un costado y explotó. El segundo ejemplar, lanzado el 16 de agosto de 1942, voló 45 segundos hasta que comenzó a oscilar y finalmente se partió en el aire. El tercer misil realizó el 3 de octubre del mismo año el primer vuelo completo exitoso, alcanzando una altura máxima de 5 km y cayendo a una distancia de 190 km.
El canciller alemán Adolf Hitler, entusiasmado por el éxito, ordenó la producción masiva del A4 con el nombre de «Vergeltungswaffe 2» (arma de represalia número 2) o simplemente «V2», destinado a atacar Londres y el suelo británico porque no era efectivo contra objetivos militares debido a su poca precisión. El cohete formaba una gran explosión que causaba daños graves en su radio de impacto.

### Características
| Longitud            | 14,05 m                                         |
| Velocidad           | 5790 km/h en el apogeo                          |
| Diámetro            | 1,68 m                                          |
| Guía                | inercial                                        |
| Peso de lanzamiento | 12,87 t                                         |
| Motor               | motor cohete de 26 tn de empuje a nivel del mar |
| Alcance             | 320 km                                          |
| Ojiva               | convencional de 910 kg                          |

El V2 se había concebido como una extensión de la artillería y por ello se planeó como un arma móvil. En aras de eso su gálibo era el máximo que podía pasar a través de un túnel ferroviario. Aunque Hitler era partidario de bases fijas de lanzamiento, La Coupole y Eperlecques, que empezaron a construirse en el norte de Francia, varios bombardeos, algunos incluyendo bombas Tallboy, encuadrados en la Operación Crossbow, las dañaron y se tomaron antes de ser operativas. El misil se trasladaba en un transportador-erector de ruedas llamado «Meilerwagen», el cual poseía un sistema hidráulico que elevaba la punta del misil hasta colocarlo en un ángulo de 90° respecto al suelo, en una base giratoria sobre un dispositivo de lanzamiento. El «Meilerwagen», a su vez, era remolcado por un vehículo tractor. El equipo completo necesitaba otros 30 vehículos, que marchaban en convoy (generalmente por las noches), transportando los propergoles, la ojiva, una grúa móvil para montarla, utensilios de mando, control y equipo autógeno para suministro eléctrico, entre otras cosas.
En la parte superior del misil se hallaba la ojiva, que pesaba 975 kg, de los cuales 910 eran la carga explosiva. La sustancia explosiva era amatol, un producto sin riesgo de explosión prematura incluso cuando el A4 realizaba la reentrada en la atmósfera y la envoltura exterior de acero templado se ponía al rojo sombra (600 °C) a causa del rozamiento con el aire.

1-Ojiva
2-Control automático del giróscopo
3- Haz de guía y receptores de radio de mando
4-Depósito de la mezcla de alcohol-agua
5-Cuerpo del cohete
6-Depósito de oxígeno líquido
7-Tanque del peróxido de hidrógeno
8-Botellas con nitrógeno a presión
9-Compartimiento de descomposicón del peróxido de hidrógeno
10-Turbobomba de los propergoles
11-Casquillos del quemador de oxígeno-alcohol
12-Marco de empuje
13-Cámara de combustión del cohete (cubierta externa)
14-Aleta
15-Entradas de alcohol
16-Deflector del chorro
17-Alerón

El sistema de guía era simple: una vez que el cohete se hallaba en posición de lanzamiento, la plancha superior de la plataforma de lanzamiento se giraba hasta que el misil se alineaba exactamente en acimut con la dirección del objetivo. Después del lanzamiento, dos giróscopos Lev-3 y acelerómetros integrados (que componían la guía inercial del ingenio) inclinaban el cuerpo del misil en el ángulo necesario y cortaban el motor principal a la velocidad precisa, de forma que su trayectoria balística asegurase alcanzar al objetivo. El apogeo se situaba normalmente en los 96 km (que entonces representaba la mayor altura alcanzada por cualquier objeto construido por el hombre).
Al ascender, los A4 se inclinaban lentamente hasta alcanzar un ángulo de 40° o 45° en relación con la vertical, dependiendo de la distancia a que se hallara el blanco. Luego, una vez establecida la trayectoria al cabo de 68 segundos, se cortaba el motor. El tiempo total de vuelo desde el despegue hasta la caída era de unos cuatro minutos.
El control se realizaba mediante cuatro deflectores de vectorización de flujos (aspas) de grafito situados en el chorro de gas, que le daban estabilidad al misil, y mediante pequeños timones aerodinámicos instalados en las cuatro grandes aletas, que eran efectivos una vez alcanzada gran velocidad.
El motor cohete del A4 era alimentado con oxígeno líquido y alcohol a alta presión mediante una turbobomba Walter de 730 HP que funcionaba con vapor recalentado. Este se  generaba en una cámara de reacción por la descomposición catalítica de la T-Stoff (concentrado de peróxido de hidrógeno) mediante la C-Stoff (solución de permanganato de calcio). Una vez la turbobomba arrancaba, comenzaba a trasegar los propergoles. El oxígeno líquido se dirigía a través de un distribuidor a los inyectores en la cámara de combustión, y el alcohol alcanzando esos mismos inyectores a través de la pared doble de la tobera, a fin de proporcionar la refrigeración esencial a la misma.
La ignición de los propergoles era eléctrica, mediante arco eléctrico. Una vez encendido el motor, el A4 funcionaba durante unos instantes antes de comenzar el vuelo. Cuando salía de la plataforma de despegue, la aceleración era cada vez mayor conforme el consumo de combustible hacía que se redujese el peso y la disminución de la presión exterior por la altura aumentase el empuje. El A4 fue el primer misil en superar la velocidad del sonido.
El tiempo de reacción desde la llegada a un emplazamiento no preparado era de unas seis horas. Los lugares se escogían cuidadosamente a fin de obtener la posición geográfica exacta para calcular el acimut preciso del objetivo. Esos lugares eran casi siempre claros de bosques, que daban protección frente al reconocimiento aéreo y también guarecían al cohete del viento.
Una vez llegado al lugar de lanzamiento, el misil era izado hasta la posición vertical. Luego el vehículo de transporte se alejaba, con lo cual el acceso al misil se realizaba a través de una plataforma de 14 m de altura. Después comenzaba la carga del alcohol etílico al 70% (3750 kg), y el personal revisaba los giróscopos y acelerómetros en el compartimiento de guía. En este punto se alineaba el misil con el acimut del objetivo. Esto era seguido por numerosas comprobaciones y mediciones. En las dos últimas horas se bombeaba el oxígeno líquido (1970 kg), intensamente frío (t < -182,96 °C), al interior con sumo cuidado. Finalmente se cargaban los fluidos para accionar la turbobomba. Una vez cargados estos últimos, el A4 era tratado con la mayor de las precauciones. En los minutos finales se activaba el sistema de telemetría (instalado ocasionalmente para registrar la trayectoria conseguida) en conexión con cuatro antenas situadas en los extremos de las aletas; en ese momento ya se encontraba listo para el lanzamiento.

### Producción y uso

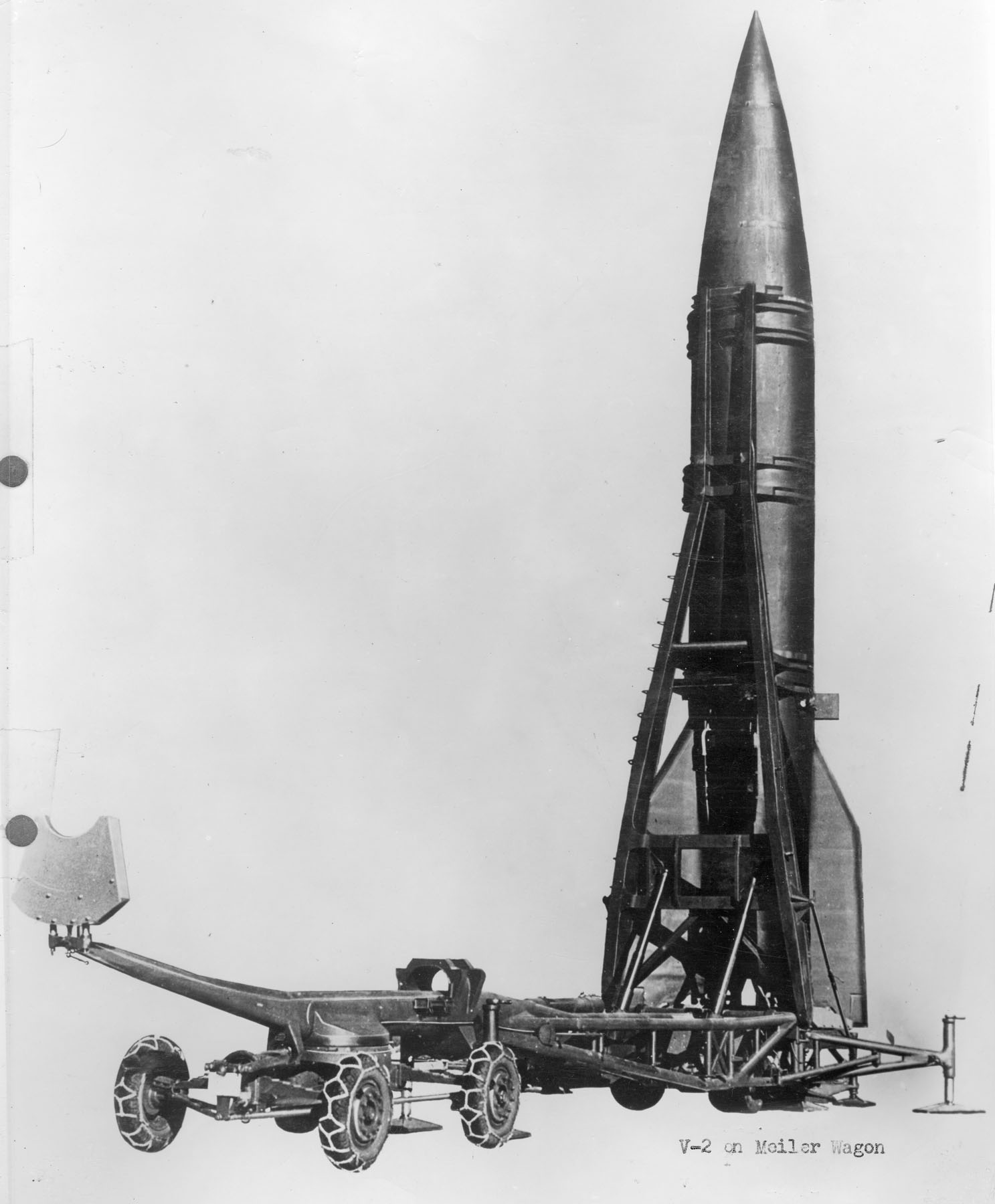
Misil V2 en su rampa móvil de lanzamiento

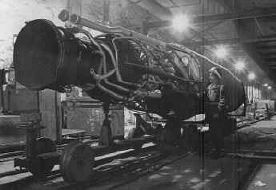
Una unidad del A4 en mitad de su producción en la fábrica subterránea Mittelwerk, Nordhausen, fotografiada por los americanos a su llegada en julio de 1945.

La producción preliminar del A4 comenzó en una planta situada al sur de Peenemünde, pero el ataque aéreo del 17 de agosto de 1943, aunque no logró destruir la planta, mató al ingeniero jefe profesor Tier y a unos 600 obreros extranjeros. Esto retrasó la producción unos dos meses y la producción masiva fue encargada a la colosal fábrica subterránea Mittelwerk, donde 50 000 trabajadores forzados produjeron 300 unidades en abril de 1944 y más de 1000 en octubre.
El empleo del A4 en la guerra empezó el día 6 de septiembre de 1944, cuando el ejército contaba ya con 1800 misiles almacenados y estaban listas las unidades especializadas en el empleo del ingenio. Ese día se realizaron dos disparos contra París, pero resultaron poco precisos. El adiestramiento de los operarios de lanzamiento tenía lugar principalmente en Karpatenvorland. Allí se dispararon, entre enero de 1944 y febrero de 1945, unos 600 A4 en entrenamientos. El 8 de septiembre se inició el ataque contra Londres. Al principio, el Gobierno británico comunicó al público que las explosiones las causaron tuberías de gas defectuosas. Sin embargo, a los pocos días se tuvo que admitir la verdad. La propaganda nazi reveló entonces la existencia del arma de represalia número 2 o V2. Al contrario de lo que sucedía con las V1, los V2 eran invulnerables, pues alcanzaban velocidades supersónicas y ni los cazas más veloces de la época podían interceptarlos, ni la artillería antiaérea podía derribarlos. Además, al dispararse desde lanzadores móviles, la localización de sus bases resultaba bastante problemática. La altura y la velocidad alcanzada por los V2 hacía, asimismo, que fuera prácticamente imposible detectarlos con el radar de la época. Cierto es que al momento del lanzamiento el misil podía ser visto por pilotos aliados (que tenían el completo dominio de los cielos entonces), pero aunque varios cazas enemigos intentaron destruir los A4 durante su despegue, ninguno lo consiguió. En suma, los alemanes habían creado un arma contra la cual no había defensa posible. Desde el 8 de septiembre de 1944 al 27 de marzo de 1945 (en que cayó el último V2 sobre Inglaterra) se lanzaron contra territorio aliado unos 4320 V2. De ellos, más de 1400 se dirigieron contra Inglaterra, de los cuales 1054 alcanzaron su objetivo y los restantes explotaron en algún punto a lo largo de su trayectoria, o bien se cometieron gruesos errores de dirección. En 1945 se dispararon 1675 V2 contra Amberes y las fuerzas aliadas en Aquisgrán. La producción total de V2 superó las 10 000 unidades antes del final de la guerra.
Los daños causados por el impacto eran similares a los de las V1, pero las pérdidas fueron superiores a causa de la falta de aviso. Esto se debía a que, al estrellarse a velocidades supersónicas, no se percibía ningún ruido de aproximación. Así, luego de oírse la ensordecedora explosión, llegaban largos estrépitos que se apagaban, igual que los truenos. Para incrementar el alcance de los V2 a 750 km se diseñó el A4b, dotado con alas en flecha y timones aerodinámicos más largos. Dos ejemplares fueron probados entre fines de 1944 y comienzos de 1945 con escaso éxito.
Otro diseño futurista fue el denominado A9/A10, que preveía un misil de dos fases, del doble de tamaño del A4, que tendría un alcance de 4800 km y podría haber sido el primer misil balístico intercontinental.

### Posguerra

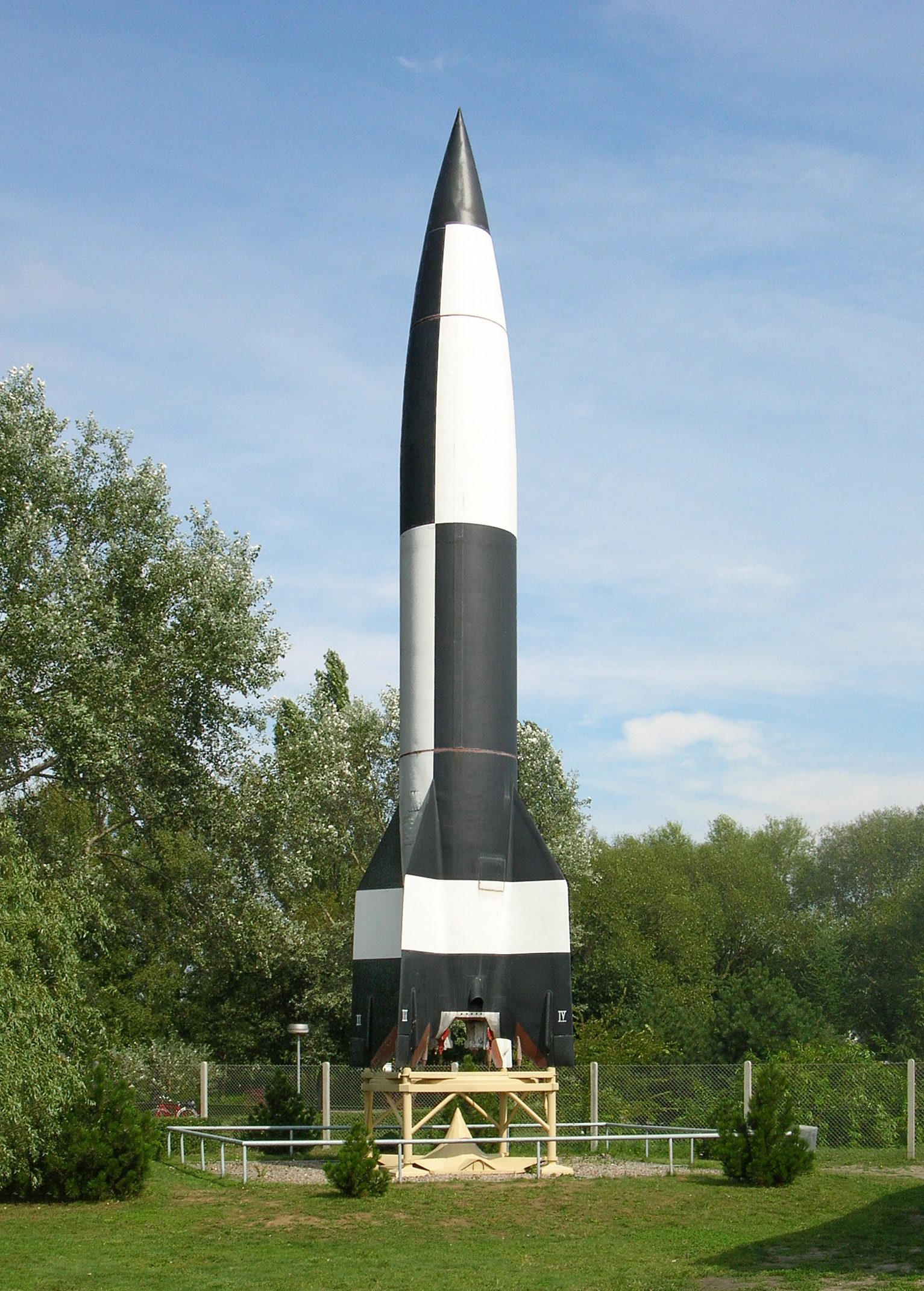
Misil V2 en el museo de Peenemünde en Usedom, Alemania.

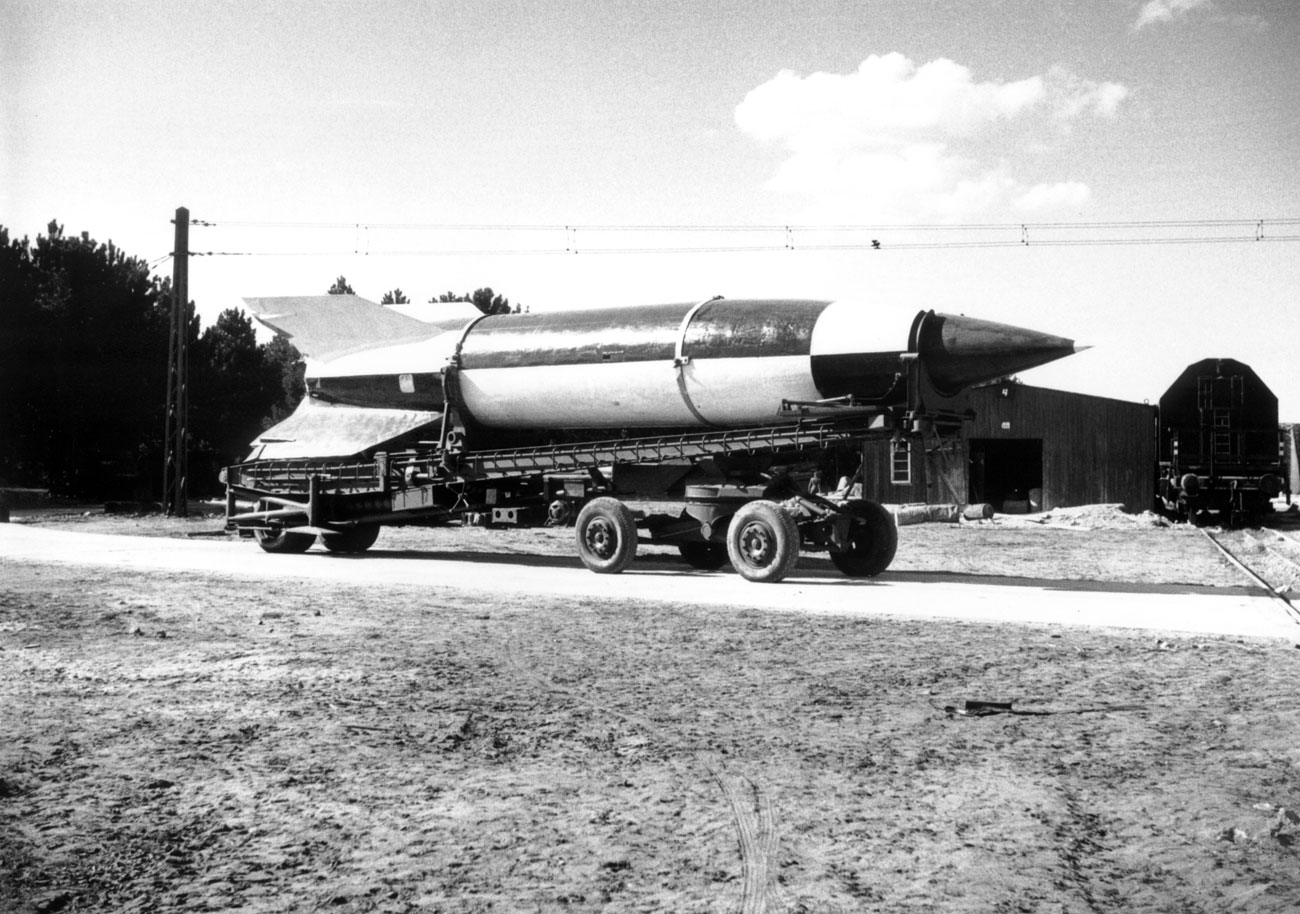
Operación Backfire V-2 en Meillerwagen (S.I. Negativo #76-2755)

Terminada la guerra, los V2 capturados por los aliados se sometieron a exhaustivas pruebas. Los científicos alemanes relacionados con la tecnología de misiles y cohetes eran los mejores de la época. Por ello, tras la Segunda Guerra Mundial, los Estados Unidos y la URSS se esforzaron por conseguir a la mayoría de estos especialistas, siendo empleados para explorar y sondear la atmósfera superior. El PGM-11 Redstone es un descendiente directo del V-2. Braun y su equipo crearon el cohete Saturno V de la NASA, que llevó al hombre a la Luna en 1969 con el Programa Apolo. Los soviéticos también emplearon personal alemán pero éste fue repatriado en los años 50 y el desarrollo posterior se realizó con personal autóctono. Empezaron realizando una copia, el R-1 (SS-1 Scunner). El proyecto 1059 o más conocido como el Dong Feng-1 es una versión china, posiblemente derivada del R-1 soviético. El misil soviético Scud está basado directamente en el V-2.[cita requerida]